# Manfred Karnick
Manfred Karnick (* 13. August 1934 in Berlin; † 10. Juli 2022 in Göttingen) war ein deutscher Germanist, Literaturwissenschaftler und Hochschullehrer.

## Leben
Manfred Karnick wurde 1934 als Sohn von Else Karnick, geborene Ulrich, und Martin Karnick, einem Realschullehrer, in Berlin geboren. Zur Schule ging er in Berlin-Zehlendorf, Danzig, Icking, Otterndorf und Cuxhaven. Nach dem Abitur studierte er von 1954 bis 1962 Germanistik, Geschichte und Philosophie in Hamburg und Freiburg im Breisgau. Im Jahr 1963 heiratete er Dorothea Baehr. Aus der Ehe gingen die die Kinder Ursula, Christina und Martin Karnick hervor. 1966 wurde Manfred Karnick in Freiburg mit einer Arbeit über Wilhelm Meisters Wanderjahre zum Dr. phil. promoviert. Im Jahr 1977 habilitierte er sich Freiburg. Seine 1980 erschienene Habilitationsschrift trägt den Titel Rollenspiel und Welttheater. Untersuchungen an Dramen Calderons, Schillers, Strindbergs, Becketts und Brechts. Sein Erstes Staatsexamen hatte er 1962 in Freiburg absolviert, das Zweite Staatsexamen erfolgte 1967 in Bremen. An der Universität Freiburg war Karnick von 1967 bis 1982 tätig, anfangs als Wissenschaftlicher Assistent, dann als Akademischer Rat bzw. Oberrat bis 1980 und ab 1980 als Professor. Von 1982 bis zu seinem Eintritt in den Ruhestand 1996 lehrte er als Professor für Deutsche Philologie an der Universität Göttingen, 1985 und 1990 war er Gastprofessor an der University of Illinois. Seine Forschungsschwerpunkte waren die Struktur- und Motivgeschichte des Dramas sowie die deutschsprachige Prosa seit 1945.

## Publikationen (Auswahl)
- Wilhelm Meisters Wanderjahre oder: Die Kunst des Mittelbaren. Studien zum Problem der Verständigung in Goethes Altersepoche. Wilhelm Fink Verlag, München 1968.
- Peter Weiss’ dramatische Collagen. Wilhelm Fink Verlag, München 1969.
- mit anderen: Dürrenmatt, Frisch, Weiss. 1969.
- Rollenspiel und Welttheater. Untersuchungen an Dramen Calderóns, Schillers, Strindbergs, Becketts und Brechts. Wilhelm Fink Verlag, München 1980.
- Martin Luther als Bühnenfigur: historische Wertung und Dramaturgie. In: Günter Schnitzler (Hrsg.): Bild und Gedanke – Festschrift für Gerhart Baumann zum 60. Geburtstag. Wilhelm Fink Verlag, München 1980, S. 258–270.
- Die größere Hoffnung. Über „jüdisches Schicksal“ in deutscher Nachkriegsliteratur. In: Stéphane Mosès, Albrecht Schöne (Hrsg.): Juden in der deutschen Literatur. Ein deutsch-israelisches Symposium. Suhrkamp Verlag, Frankfurt am Main 1987, S. 366–386.
- Erzählprosa West: Nachkrieg. In: Wilfried Barner (Hrsg.): Geschichte der deutschen Literatur von 1945 bis zur Gegenwart. Verlag C. H. Beck, München 1994, S. 32–75, 2., erweiterte Auflage ebenda 2006.
- „Der Ritt über den Bodensee“ und die Ästhetische Montage. Max Ernst, Eugène Ionesco, Peter Handke. In: Cornelia Blasberg, Franz-Josef Deiters (Hrsg.): Geschichtserfahrung im Spiegel der Literatur. Festschrift für Jürgen Schröder. Stauffenburg Verlag, Tübingen 2000, S. 304–318.
- Zum Heldentypus der verdeckten Überlegenheit: Homer, Karl May und Friedrich Schiller. In: Wirkendes Wort. Band 62, 2012, S. 27–38.